# All Hands on the Bad One
All Hands on the Bad One è il quinto album in studio del gruppo musicale statunitense Sleater-Kinney, pubblicato il 2 maggio 2000 dall'etichetta discografica Kill Rock Stars.

## Accoglienza
| Recensione    | Giudizio |
| ------------- | -------- |
| AllMusic      |          |
| Pitchfork     | 8,3/10   |
| Rolling Stone |          |

All Hands on the Bad One ha ottenuto il plauso da parte dei critici musicali. Su Metacritic, sito che assegna un punteggio normalizzato su 100 in base a critiche selezionate, l'album ha ottenuto un punteggio medio di 86 basato su dodici recensioni.

## Tracce
Testi e musiche di Carrie Brownstein, Corin Tucker e Janet Weiss.
1. The Ballad of a Ladyman – 3:11
2. Ironclad – 2:34
3. All Hands on the Bad One – 2:57
4. Youth Decay – 2:30
5. You're No Rock n' Roll Fun – 2:38
6. #1 Must Have – 3:04
7. The Professional – 1:31
8. Was It a Lie? – 3:16
9. Male Model – 2:33
10. Leave You Behind – 3:27
11. Milkshake n' Honey – 2:55
12. Pompeii – 2:43
13. The Swimmer – 3:46

## Formazione
- Carrie Brownstein – chitarra, voce
- Corin Tucker – voce, chitarra
- Janet Weiss – batteria, percussioni

## Classifiche
| Classifiche (2000) | Posizione massima |
| ------------------ | ----------------- |
| Stati Uniti        | 177               |